# Mitospora

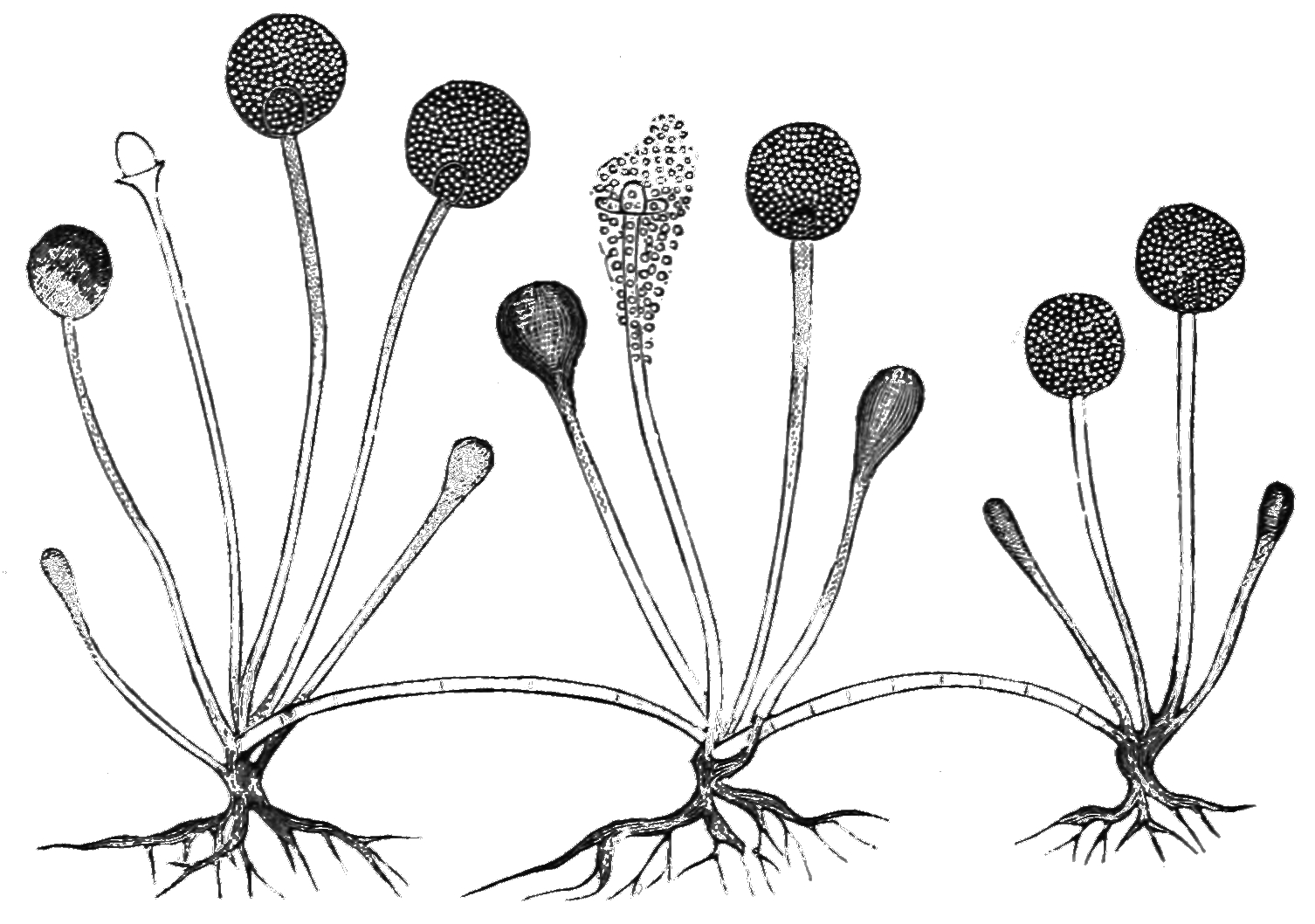
Powstawanie mitospor (zarodników sporangialnych) w zarodniach

Mitospora – zarodnik roślin lub grzybów wytwarzany bezpłciowo w procesie mitozy.
U grzybów mitospory mogą powstawać w różny sposób i w różnych miejscach, mają też różną budowę. W zależności od tych trzech cech wyróżnia się u grzybów następujące typy mitospor:
- blastospory. Powstają w wyniku pączkowania komórki macierzystej i oddzielenia przegrodą komórki macierzystej od nowo powstałej.
- zoospory lub zarodniki pływkowe, zwane też pływkami lub planosporami. Posiadają jedną lub dwie wici, za pomocą których mogą się w wodzie poruszać. Powstają na końcach strzępek w specjalnych pływkowych zarodniach zwanych zoosporangiami,
- sporangiospory lub zarodniki sporangialne. Są to skupiska cytoplazmy zawierające 1-4 jądra. Powstają w pęcherzykowatych zarodniach znajdujących się na końcach sztywnych strzępek,
- ecjospory. Dwujądrowe zarodniki powstające w ecjach niektórych grzybów,
- urediniospory. Dwujądrowe zarodniki wytwarzane w okresie letnim przez niektóre grzyby,
- teliospory. Dwujądrowe, grubościenne zarodniki przetrwalnikowe niektórych grzybów,
- konidiospory, konidia. Powstają przez dzielenie się strzępki i odcinanie nowo powstałych komórek[2].